# Blue Hotel
Blue Hotel is een nummer uit 1987 van Chris Isaak.

## Geschiedenis
Het nummer stond 4 weken in de top 40 en had een hoogste notering van 31.
Het is afkomstig van het album Chris Isaak en staat ook op het verzamelalbum Wicked Game.

## Hitnoteringen

### Nederlandse Top 40
| Hitnotering: 30-05-1987 t/m 20-06-1987 | Hitnotering: 30-05-1987 t/m 20-06-1987 | Hitnotering: 30-05-1987 t/m 20-06-1987 | Hitnotering: 30-05-1987 t/m 20-06-1987 | Hitnotering: 30-05-1987 t/m 20-06-1987 | Hitnotering: 30-05-1987 t/m 20-06-1987 |
| Week:                                  | 1                                      | 2                                      | 3                                      | 4                                      |                                        |
| -------------------------------------- | -------------------------------------- | -------------------------------------- | -------------------------------------- | -------------------------------------- | -------------------------------------- |
| Positie:                               | 38                                     | 31                                     | 34                                     | 39                                     | uit                                    |

### NederlandseSingle Top 100
| Hitnotering: 16-05-1987 t/m 18-07-1987 | Hitnotering: 16-05-1987 t/m 18-07-1987 | Hitnotering: 16-05-1987 t/m 18-07-1987 | Hitnotering: 16-05-1987 t/m 18-07-1987 | Hitnotering: 16-05-1987 t/m 18-07-1987 | Hitnotering: 16-05-1987 t/m 18-07-1987 | Hitnotering: 16-05-1987 t/m 18-07-1987 | Hitnotering: 16-05-1987 t/m 18-07-1987 | Hitnotering: 16-05-1987 t/m 18-07-1987 | Hitnotering: 16-05-1987 t/m 18-07-1987 | Hitnotering: 16-05-1987 t/m 18-07-1987 | Hitnotering: 16-05-1987 t/m 18-07-1987 |
| Week:                                  | 1                                      | 2                                      | 3                                      | 4                                      | 5                                      | 6                                      | 7                                      | 8                                      | 9                                      | 10                                     |                                        |
| -------------------------------------- | -------------------------------------- | -------------------------------------- | -------------------------------------- | -------------------------------------- | -------------------------------------- | -------------------------------------- | -------------------------------------- | -------------------------------------- | -------------------------------------- | -------------------------------------- | -------------------------------------- |
| Positie:                               | 58                                     | 45                                     | 42                                     | 42                                     | 43                                     | 43                                     | 48                                     | 53                                     | 80                                     | 97                                     | uit                                    |

### NPO Radio 2 Top 2000
| Nummer met noteringen in de NPO Radio 2 Top 2000 | '99 | '00 | '01 | '02 | '03 | '04 | '05  | '06  | '07  | '08  | '09  | '10  | '11  | '12  | '13  | '14  | '15  | '16  | '17  | '18  | '19  | '20  | '21  | '22  | '23  | '24  |
| ------------------------------------------------ | --- | --- | --- | --- | --- | --- | ---- | ---- | ---- | ---- | ---- | ---- | ---- | ---- | ---- | ---- | ---- | ---- | ---- | ---- | ---- | ---- | ---- | ---- | ---- | ---- |
| Blue Hotel                                       | 759 | 719 | 978 | 832 | 876 | 754 | 1111 | 1460 | 1274 | 1092 | 1370 | 1309 | 1207 | 1373 | 1185 | 1585 | 1547 | 1482 | 1357 | 1635 | 1859 | 1651 | 1964 | 1931 | 1922 | 1896 |

1. ↑  Een vetgedrukt getal geeft de hoogste notering aan.